# 康迪人
康迪人（康迪語；傣语： ชาวไทคำตี่, Chao Tai Kam Dtee；英语：Khamti people或Tai Khamti），是生活在印度与中国有领土争议的阿鲁納恰尔邦（中国称藏南）、阿薩姆与缅甸西北实皆省坎迪县及克钦邦葡萄县（坎底）的撣族支系，是百越中禽狄。在2000年進行了重新計算，它實際上為13,100，其中4,235人生活在缅甸。他们本来生活在伊洛瓦底江一带，十八世纪出现在印度，仍保持蒙古人种特色。

## 社会
他们社会分为不同等级，而且世袭，过去詔法是最高級的人，和尚和祭司在其後，奴隶是最下等的人。他们是农业民族，以水牛与象犁田，種水稻為主，輔以芝麻、土豆，也捕捉野象出售。

## 生活方式和習俗
他们与其他泰人一样信上座部佛教，在屋室置一佛堂礼佛，每天清晨和傍晚用花和水果供佛。
他們與其他泰人一般住干欄式建筑，他們的主食是米飯，通常輔以蔬菜，肉類和魚類，間中也飲用米釀的啤酒，牛肉被視為禁忌。

## 外部連結
- Ethnologue Profile
- Buddhist temple gutted in fire
- Significance of Poi Pee Mau
- Taikhampti Namsai blog
- TaiKhampti Youth website